# Nova Trento
Nova Trento est une ville brésilienne de l'État de Santa Catarina.

## Géographie
Nova Trento se situe par une latitude de 27° 17′ 09″ sud et par une longitude de 48° 55′ 47″ ouest, à une altitude de 30 mètres.
Sa population était de 12 179 habitants au recensement de 2010. La municipalité s'étend sur 402 km2.
Elle fait partie de la microrégion de Tijucas, dans la mésorégion du Grand Florianópolis.

## Histoire
En 1875, au début de la vague d'immigration italienne au Brésil, plusieurs familles italienne arrivèrent dans la région en provenance de Trente, fuyant la misère de leur pays natal. Ils baptisèrent la localité où ils s'établirent Nova Trento en 1892, en hommage à la ville d'origine de la plupart de ces immigrants. Une communauté italienne, agricole et extrêmement catholique se forma.
Aujourd'hui, Nova Trento est le second lieu de pèlerinage au Brésil. Elle est visitée par 80 000 fidèles chaque mois. Ceux-ci viennent visiter la ville où vécut sainte Pauline, la première sainte brésilienne.

## Administration
La municipalité est constituée de trois districts :
- Nova Trento (siège du pouvoir municipal)
- Aguti
- Claraíba

## Villes voisines
Nova Trento est voisine des municipalités (municípios) suivantes :
- Brusque
- Canelinha
- São João Batista
- Major Gercino
- Leoberto Leal
- Vidal Ramos
- Botuverá